# Ālī Hamadān
Ālī Hamadān (persiska: آليهَمدان, عالی هَمدان, علی همدان, Ālīhamdān, ‘Alī Hamadān, آلی همدان) är en ort i Iran.   Den ligger i provinsen Kurdistan, i den nordvästra delen av landet, 400 km väster om huvudstaden Teheran. Ālī Hamadān ligger 1 735 meter över havet och antalet invånare är 138.
Terrängen runt Ālī Hamadān är kuperad. Runt Ālī Hamadān är det ganska tätbefolkat, med 60 invånare per kvadratkilometer. Närmaste större samhälle är Shāhīdar, 17,3 km söder om Ālī Hamadān. Trakten runt Ālī Hamadān består i huvudsak av gräsmarker.